# Louis-Philippe Dalembert
Louis-Philippe Dalembert (født december 1962 i Port-au-Prince, Haïti) er forfatter og skriver på fransk og kreolsk. Han har sit liv mellem Berlin, Paris, Port-au-Prince og verden i øvrigt. Hans romaner, noveller og poesi er oversat til flere sprog.

## Biografi
Moderen var skolelærer og faderen skoleinspektør. Faderen døde få måneder efter hans fødsel, hvilket fik dramatiske konsekvenser for familiens materielle situation. Barndommens første år tilbragte han i Bel-Air, et populært kvarter i hovedstaden, i et univers omgivet af kvinder: Hans mor og dennes kusiner samt hans storesøster, grandtanter og mormor. Moren underviste i provinsen og var således fraværende i ugens løb. Mormoren kørte sin lille verden hårdt i et Port-au-Prince styret med jernhånd af landets diktator François "Papa Doc" Duvalier. Som 6-årig oplevede han sit livs første splittelse: Familien forlader kvarteret for at slå sig ned et andet sted. Oplevelsen inspirede ham senere til at skrive romanen Le crayon du bon Dieu n'a pas de gomme (Den gode Guds blyant har intet viskelæder), som skildrer en barndom dybt præget af religion i sabbattens tegn.
Port-au-Prince, i årene1960-1970, byder også på biografer under åben himmel, de famøse drive in. Der findes én bag det nye hus på den anden side af kløften. Om aftenen mødes hele kvarteret på den ubebyggede grund for at overvære filmforevisningerne. Her ser Dalembert westerns, som han er helt vild med, de første kung-fufilm, og Sidste Tango i Paris. Men problemet er, at man overhovedet intet kan høre. Man må selv tænke sig til dialogen, hvis ikke et medlem af det tekniske personale griber til improvisering. Her lærte han kunsten at fortælle først og fremmest at fortælle, hvad man ser.
Dalembert er uddannet inden for litteratur og journalistik og arbejdede i sit fødeland som journalist, indtil han i 1986 rejste til Frankrig for på Sorbonne i Paris at fortsætte og færdiggøre sine studier med en afhandling i sammenlignende litteratur om cubaneren Alejo Carpentier. Efter at have forladt Haïti har denne polyglotte vagabond (han jonglerer med syv sprog) på skift boet i Nancy, Paris, Rom, Jerusalem, Brazzaville, Kinshasa og rejst derhen, hvor hans skridt har ført ham.
I forfatterskabet er et gennemgående tema vagabondering og den evige spænding mellem to perioder i tilværelsen: Barndommen, med hvis øjne han fortsat betragter verden og voksenlivet, og mellem to eller flere steder.
Dalembert lever i dag mellem Berlin, Paris, Port-au-Prince og verden i øvrigt.

## Værker
- Prosa
- Le Songe d'une photo d'enfance, noveller, Paris, Serpent à Plumes, 1993. Paris, Serpent à Plumes, koll. « Motifs », 2005.
- Le crayon du bon Dieu n'a pas de gomme (Den gode Guds blyant er uden viskelæder), roman, Paris, Stock, 1996. Paris, Serpent à Plumes, koll. « Motifs », 2004. Port-au-Prince, Éditions des Presses nationales, 2006.
- L'Autre Face de la mer, roman, Paris, Stock, 1998. Paris, Serpent à Plumes, coll. « Motifs », 2005. Port-au-Prince, Éditions des Presses nationales, 2007.
- L'Île du bout des rêves, roman, Paris, Bibliophane/Daniel Radford, 2003. Paris, Serpent à Plumes, koll. « Motifs », 2007.
- Vodou ! Un tambour pour les anges, beretning, i samarbejde med David Damoison (fotografi) og Laënnec Hurbon (forord), Paris, Autrement, 2003.
- Rue du Faubourg Saint-Denis, roman, Monaco, Éditions du Rocher, 2005.
- Les dieux voyagent la nuit, roman, Monaco, Éditions du Rocher, 2006.
- Histoires d'amour impossibles... ou presque, noveller, Monaco, Éditions du Rocher, 2007.
- Noires blessures, roman, Paris, Mercure de France, 2011.
- Ballade d'un amour inachevé, roman, Paris, Mercure de France, 2013.
- På kreolsk:
- Epi oun jou konsa tèt Pastè Bab pati, roman, Port-au-Prince, Éditions des Presses nationales, 2007.

- Essay
- Le Roman de Cuba, Monaco, Editions du Rocher, 2009.
- Haïti, une traversée littéraire, en collaboration avec Lyonel Trouillot,Paris,  Éditions Philippe Rey/Culturesfrance, 2010.

- Poesi
- Évangile pour les miens, Port-au-Prince, Choucoune, 1982.
- Et le soleil se souvient (efterfulgt af) Pages cendres et palmes d'aube, Paris, L'Harmattan, 1989.
- Du temps et d'autres nostalgies, Rom, Les Cahiers de la Villa Médicis, n° 9.1 (24-38), 1995.
- Ces îles de plein sel, La Chaux-de-Fonds, Vwa n° 24 (151-171), 1996.
- Ces îles de plein sel et autres poèmes, Paris, Silex/Nouvelles du Sud, 2000.
- Dieci poesie (Errance), Pordenone, Quaderni di via Montereale, 2000.
- Poème pour accompagner l’absence, in Paris, Agotem, n° 2, Obsidiane, 2005. Montreal, Mémoire d’Encrier, 2005.
- Transhumances, Paris, Riveneuve éditions, 2010.

## Oversat til dansk
- "Macaronade" i Rosita. Noveller og digte fra Haiti. Trad. Ingegerd Nissen Petersen. Copenhagen: Litera, 2002.

## Priser og udmærkelser
- Angers poesipris 1987.
- Villa Médicis legat i Rom, 1994-1995.
- Unesco-Aschberg legat : Forfatterbolig i Mishkenot Sha'ananim, Jerusalem, 1997.
- Bogprisen RFO for L'Autre Face de la mer, Paris, 1999.
- Pris Poncetton, Société des Gens de Lettres, Paris, 1999.
- CNL’s kunstlegat for Rue du Faubourg Saint-Denis, Paris, 2003.
- Forfatterbolig i Tunis, 2006.
- Pris Casa de las Américas for Les dieux voyagent la nuit, Cuba, 2008.
- Forfatterbolig i Berlin, DAAD Artists-in-Berlin Program, 2010.
- Ridder af den franske kunst- og litteraturorden, Frankrig, 2010.
- Pris "spécial Ville de Limoges" for Noires Blessures, Limoges, 2011.
- Pris Thyde Monnier for Ballade d'un amour inachevé, Société des Gens de Lettres, Paris, 2013.
- Pris Jury Algue d'or for Ballade d'un amour inachevé, Saint-Briac-sur-Mer, 2014.

## Redaktionsarbejde
- I Caraibi prima di Cristoforo Colombo: la Cultura del popolo Taíno (i samarbejde med Carlo Nobili og Daniela Zanin), Istituto Italo-Latino Americano, Rom, 1998.
- Haiti attraverso la sua letteratura, Istituto Italo-Latino Americano, Rom, 2000.
- La Méditerranée Caraïbe, Passerelles # 21, Thionville, efterår-vinter 2000. Specialnummer med 35 forfattere og litteraturanmeldere fra det frankofone, spansktalende og anglofone Karaibien.
- Les Peintres du vodou – I pittori del vudù, Tosproget katalog om udstillingen af samme navn, Istituto Italo-Latino Americano/Edizioni Diagonale, Rom, 2001.